# Ганц, Рудольф
Рудольф Ганц (нем. Rudolph Ganz; 24 февраля 1877, Цюрих — 2 августа 1972, Чикаго) — швейцарско-американский пианист, дирижёр, композитор и музыкальный педагог. Отец Антона Роя Ганца.
Учился в Цюрихской консерватории игре на фортепиано (у Роберта Фройнда) и виолончели (у Иоганнеса Хегара), затем перебрался в Лозанну, где его учителями стали его двоюродный дед Карл Эшман-Дюмюр (фортепиано) и Шарль Бланше (композиция), в 1898—1899 гг. продолжил обучение как пианист в Страсбурге у Фрица Блумера и наконец в 1899 г. отправился в Берлин, где изучал композицию у Генриха Урбана и фортепиано под руководством Ферруччо Бузони.
В 1900 г. дебютировал как дирижёр, с Берлинским симфоническим оркестром исполнив собственную симфонию. Затем отправился в США и с 1901 г. преподавал в Чикагском музыкальном колледже. В 1921—1927 гг. Ганц был главным дирижёром Сент-Луисского симфонического оркестра, одновременно гастролируя в Америке и Европе как пианист. Затем Ганц вернулся в Чикаго и был связан с Чикагским музыкальным колледжем до конца своих дней, а в 1934—1958 гг. возглавлял его. Одновременно в 1946—1948 гг. главный дирижёр Симфонического оркестра Гранд-Рапидс.
Ганц был видным пропагандистом французской музыки — прежде всего, Дебюсси и Равеля — в США, за что был удостоен французского Ордена Почётного легиона; Равель посвятил ему пьесу «Скарбо» из цикла «Ночной Гаспар». Среди других композиторов, чью музыку Ганц охотно исполнял, популяризируя её в Америке, — Бела Барток, Антон Веберн, Артюр Онеггер, Пьер Булез.